# San Biagio de Mercato
San Biagio de Mercato ou Igreja de São Brás do Mercado, chamada também de San Biagio de Mercatello ou San Biagio in Mercatello, é uma antiga igreja de Roma, Itália, no rione Campitelli, aos pés da escadaria de Santa Maria in Aracoeli, do lado direito do Vittoriano.

## História
Esta igreja era conhecida apenas nome e não se sabia exatamente onde ficava. Na década de 1920, quando começaram as obras para reorganizar a praça no sopé do Monte Capitolino, a igreja de Santa Rita da Cascia in Campitelli foi desmontada para ser remontada na antiga Via del Mare (atual Via del Teatro Marcello); a remoção do edifício revelou os restos de uma ínsula romana, perfeitamente preservada, sobre a qual havia sido construída, na Idade Média, o templo românico dedicado a São Brás (em italiano:  San Biagio). Ele foi consagrado certamente antes de 1192, pois a igreja é citada no catálogo Censo Camerario, desta época. Sua construção foi patrocinada pela família Boccabella, incluindo diversas lápides do século XI, abrigadas nas ruínas da igreja.
O nome da igreja é uma referência ao fato de que o mercado ficava bem à frente da igreja na Idade Média. O que restou da igreja são a abside, um afresco ("Deposição da Cruz entre a Virgem Maria e São João", do século XI) e um pequeno campanário românico, construído diretamente sobre as estruturas romanas. Foi diretamente sobre o antigo edifício medieval que, no século XVII, a igreja de Santa Rita of Cascia in Campitelli foi construída.

## Galeria

Imagens da igreja
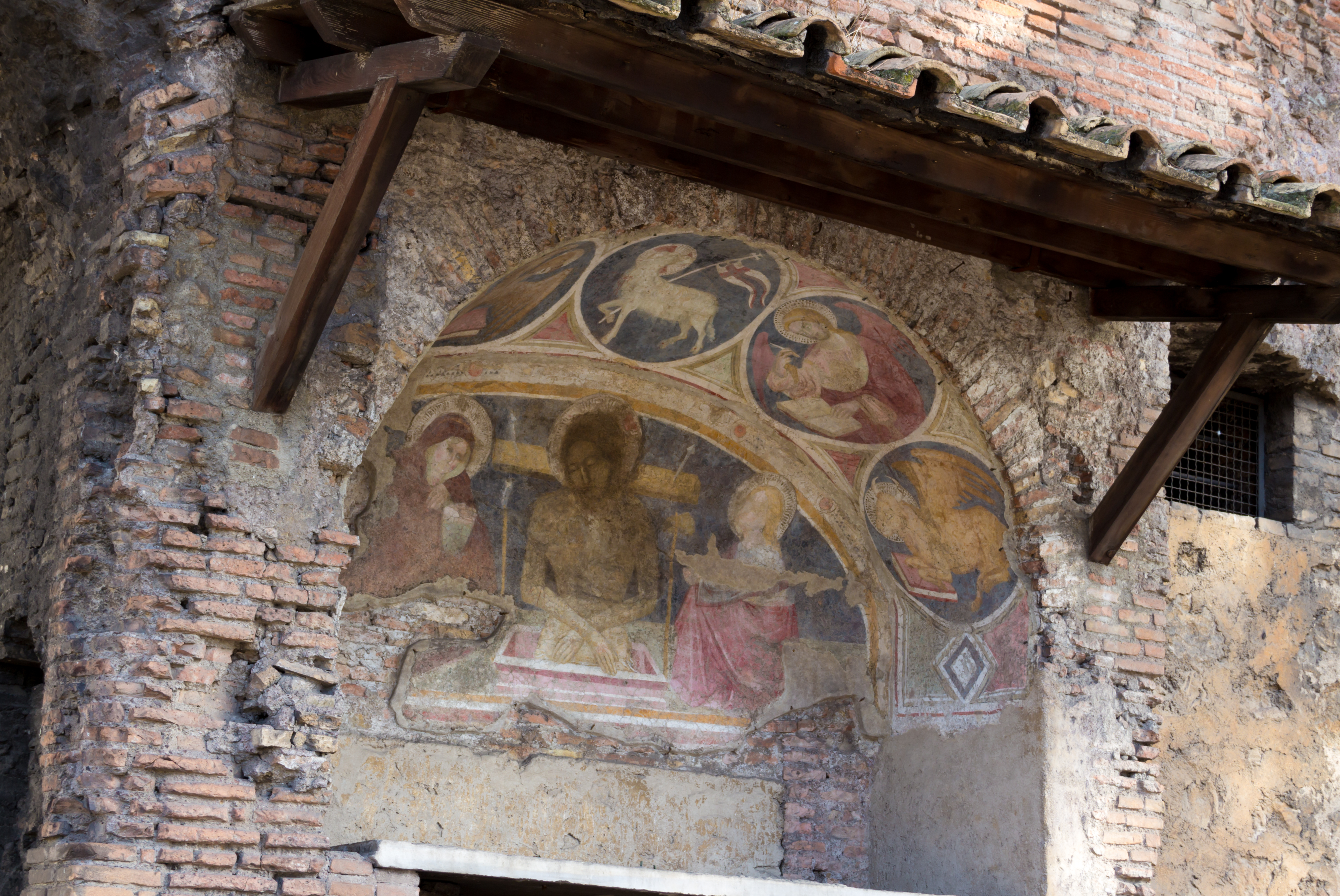
Afresco preservado no local.
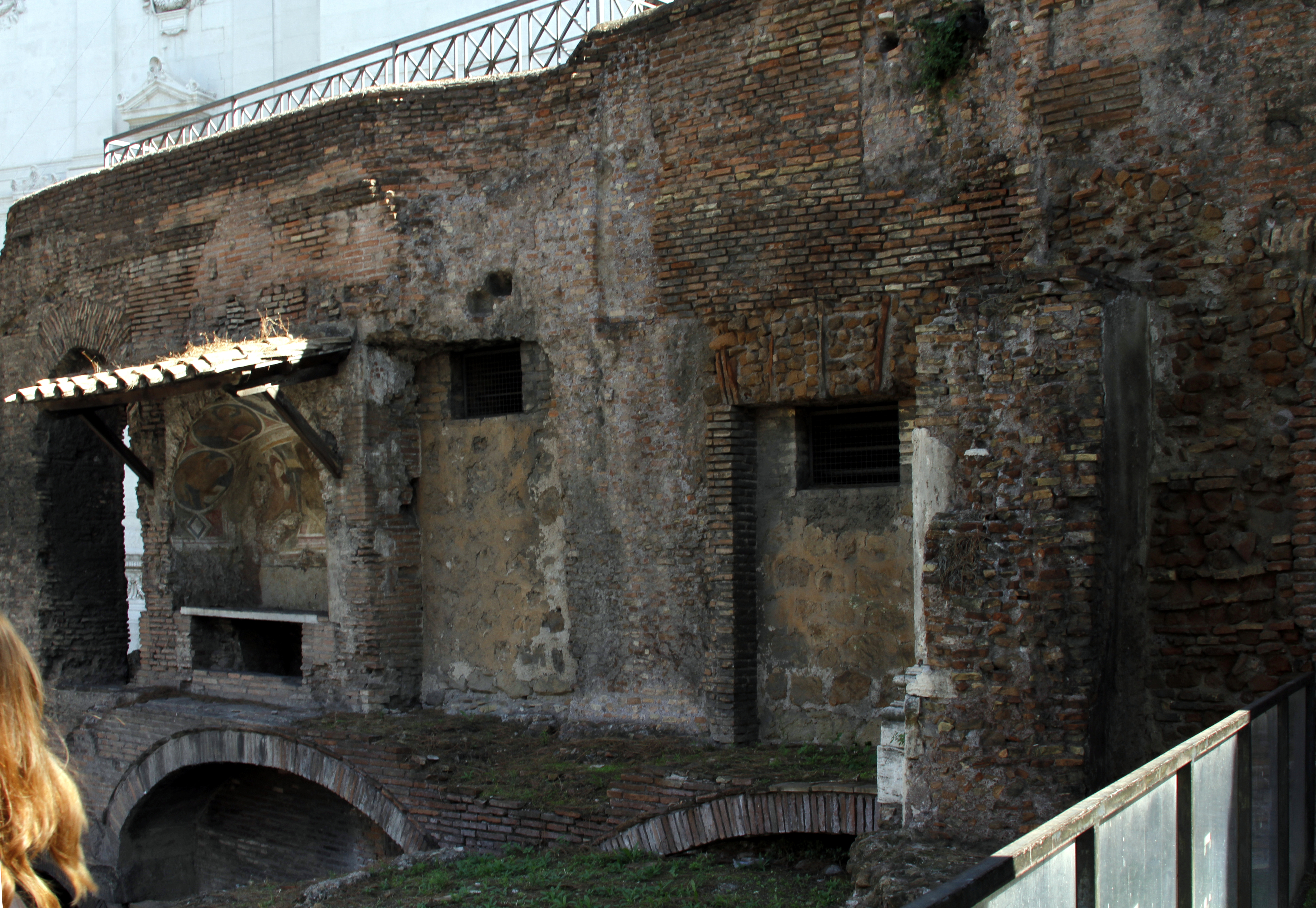
Vista da igreja e da Ínsula Romana.
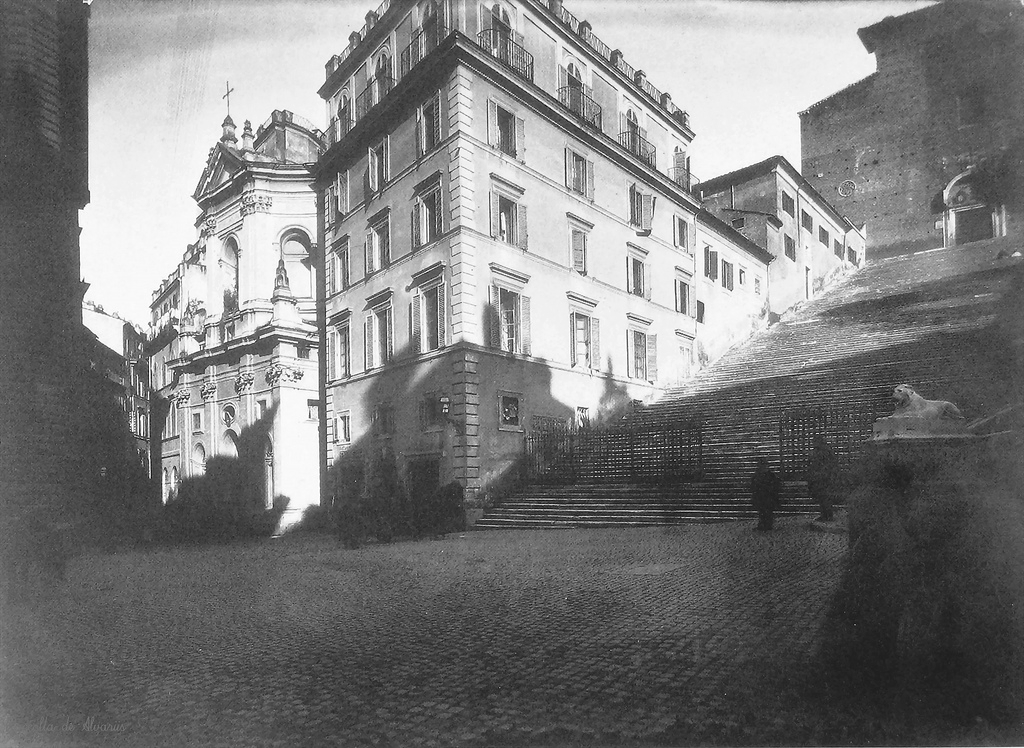
Santa Rita da Cascia in Campitelli, a igreja construída sobre San Biagio, em sua localização original numa foto de 1887.